# Libnotes (Libnotes) luteiventris luteiventris
Libnotes (Libnotes) luteiventris luteiventris is een ondersoort van de tweevleugelige Libnotes (Libnotes) luteiventris uit de familie steltmuggen (Limoniidae). De ondersoort komt voor in het Australaziatisch gebied.